# Lewes (Delaware)
|  | Dieser Artikel wurde aufgrund von inhaltlichen Mängeln auf der Qualitätssicherungsseite des Projektes USA eingetragen. Hilf mit, die Qualität dieses Artikels auf ein akzeptables Niveau zu bringen, und beteilige dich an der Diskussion! Eine nähere Beschreibung der zu behebenden Mängel fehlt. |

Lewes ist eine kleine Stadt im Sussex County im US-Bundesstaat Delaware, Vereinigte Staaten. Das U.S. Census Bureau hat bei der Volkszählung 2020 eine Einwohnerzahl von 3.303 ermittelt.  
Die Stadt liegt auf der Delmarva-Halbinsel. 
Die Bevölkerungsdichte beträgt 309 Einwohner pro Quadratkilometer. Als älteste Siedlung europäischer Einwanderer in Delaware wurde die Stadt im Jahre 1631 von holländischen Kolonisten gegründet. In der Anfangszeit hieß die junge Siedlung noch Zwaanendael ("Tal der Schwäne"). Als erste Siedlung in dem ersten der ursprünglichen 13 US-Bundesstaaten, der die Verfassung der USA anerkannte, ist Lewes stolz auf den Beinamen "The First Town in the First State" (Die erste Stadt im ersten Staat). Die daraus zu folgernde Annahme, Lewes sei damit auch die älteste Stadt innerhalb der 13 ursprünglichen Bundesstaaten, ist jedoch ein Trugschluss. Das Stadtgebiet hat eine Größe von 11,1 km². 
Von Lewes aus gibt es eine Fährverbindung über den Delaware nach Cape May, die südlichste Stadt in New Jersey.

## Persönlichkeiten
- David Hall (* 1752 in Lewes; † 1817 in Lewes), Politiker, Gouverneur des Bundesstaates Delaware
- Daniel Rodney (* 1764 in Lewes; † 1846 in Lewes), Politiker, Gouverneur des Bundesstaates Delaware
- Caleb Rodney (* 1767 in Lewes; † 1840 in Lewes), Politiker, Gouverneur des Bundesstaates Delaware
- Joseph Maull (* 1781 in Lewes; † 1846 in Lewes), Politiker, Gouverneur des Bundesstaates Delaware
- Lemuel Paynter (* 1788 in Lewes; † 1863 in Philadelphia), Politiker
- Eugene Bookhammer (* 1918 bei Lewes; † 2013 in Lewes), Politiker und Vizegouverneur des Bundesstaates Delaware
- David R. Boone (* 1952 in Lewes; † 2005 in Portland), Mikrobiologe